# Lie-Algebroid
In der Mathematik ist der Begriff des Lie-Algebroids eine Verallgemeinerung des Begriffs der Lie-Algebra, der es ermöglicht, Fragen über Lie-Gruppoide zu lokalisieren.

## Definition
Ein Lie-Algebroid {\displaystyle (A,[\cdot ,\cdot ],\rho )} besteht aus
- einem Vektorbündel {\displaystyle A\to M} über einer Mannigfaltigkeit {\displaystyle M},
- einer Lie-Klammer {\displaystyle [\cdot ,\cdot ]} auf dem Raum der Schnitte {\displaystyle \Gamma (A)},
- einem Vektorbündelmorphismus {\displaystyle \rho :A\rightarrow TM}, dem sogenannten Anker, wobei {\displaystyle TM} das Tangentialbündel von {\displaystyle M} ist,

so dass der Anker und die Lie-Klammer die Leibniz-Regel 
{\displaystyle [X,fY]=\rho (X)f\cdot Y+f[X,Y]}
für beliebige {\displaystyle X,Y\in \Gamma (A),f\in C^{\infty }(M)} erfüllen. Hier ist {\displaystyle \rho (X)f} die Lie-Ableitung von {\displaystyle f} nach dem Vektorfeld {\displaystyle \rho (X)}. 

## Beispiele
- Das Tangential-Lie-Algebroid einer Mannigfaltigkeit {\displaystyle M} ist das Tangentialbündel {\displaystyle TM} mit der Lie-Klammer von Vektorfeldern und der Identität als Anker.
- Eine Lie-Algebra ist ein Lie-Algebroid über dem Punkt.
- Ein Bündel von Lie-Algebren ist ein Lie-Algebroid mit punktweise definierter Lie-Klammer und der Nullabbildung als Anker.
- Für die Wirkung einer Lie-Algebra {\displaystyle {\mathfrak {g}}} auf einer Mannigfaltigkeit {\displaystyle M} definiert man das Wirkungsgruppoid als {\displaystyle {\mathfrak {g}}\times M\to M} mit der Wirkungsabbildung als Anker und der durch die Klammer auf konstanten Schnitten und die Leibniz-Regel eindeutig festgelegten Lie-Klammer.
- Für ein {\displaystyle G}-Hauptfaserbündel {\displaystyle P\to M} definiert man das Atiyah-Algebroid als {\displaystyle TP/G}.